# Campionati del mondo di ciclismo su strada
I campionati del mondo di ciclismo su strada (ufficialmente UCI Road World Championships) sono uno dei campionati del mondo di ciclismo. 
Assegnano il titolo di campione del mondo nelle diverse categorie del ciclismo su strada, nelle specialità della corsa in linea, della cronometro individuale e della staffetta mista a squadre. Sono gestiti dall'Unione Ciclistica Internazionale (UCI) e si svolgono con cadenza annuale dal 1921.

## Storia
Il primo campionato del mondo su strada, riservato ai soli corridori dilettanti, si svolse nel 1921 a Copenaghen, con il successo dello svedese Gunnar Sköld. Come già per i campionati del mondo di ciclismo su pista, per la manifestazione venne definita una cadenza annuale.
Nel 1927 fu istituito il campionato del mondo diviso in due categorie, professionisti e dilettanti, da disputarsi su una prova unica in linea. La prima edizione nel nuovo formato si svolse nell'autodromo del Nürburgring in Germania, e vide il trionfo della squadra italiana che nella gara professionistica piazzò quattro corridori ai primi quattro posti (Binda, Girardengo, Piemontesi e Belloni). Già dal 1928 le prove delle due categorie vennero separate. Nell'edizione 1931 eccezionalmente le due prove invece che in linea si corsero nella forma di cronometro individuali, sulla distanza di 170 km.

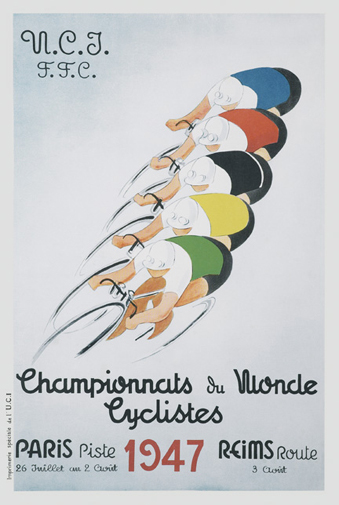
Il manifesto dei campionati del mondo 1947

Nel 1958 venne istituito anche il campionato del mondo femminile, a livello dilettantistico in quanto un'attività professionistica femminile non esisteva. Nel 1962 venne introdotta anche una gara a squadre maschile per quartetti nazionali, riservata alla categoria dilettanti e da disputarsi a cronometro sulla distanza di 100 km; nel 1987 verrà introdotta anche l'analoga gara femminile sulla distanza di 50 km.
Nel 1972 l'UCI decise che le prove di ciclismo su strada presenti nel programma dei Giochi olimpici sarebbero valse anche da rispettivo titolo mondiale di categoria. Si trattava della prova maschile in linea dei dilettanti e della cronometro a squadre maschile, cui si aggiunse nel 1984, anno in cui entrò nel programma olimpico, anche la prova in linea femminile. Di conseguenza, negli anni olimpici dal 1972 al 1992 (dal 1984 al 1992 per la gara femminile), tali prove vennero escluse dal programma dei campionati del mondo. Dal 1996 si è tornati alla separazione dei due programmi, dopo l'apertura delle gare ciclistiche olimpiche ai corridori professionisti.
Nel 1974 i campionati, giunti alla 47ª edizione, si svolsero per la prima volta al di fuori dell'Europa, a Montréal, in Canada; nel 1977 si ebbero anche i primi campionati ospitati in Sud America, a San Cristóbal in Venezuela, nel 1990 i primi in Asia, a Utsunomiya in Giappone, e nel 2010 i primi in Oceania, a Melbourne in Australia.
Nel 1994 venne abolita la storica suddivisione tra professionisti e dilettanti, sostituendola con le due categorie Élite (senza limite di età) e Under-23 (riservata ai corridori di età inferiore ai 23 anni); anche la categoria femminile, apertasi al professionismo, ha assunto la denominazione Élite. Sempre dal 1994, alle prove in linea delle categorie Élite maschile e femminile è stata affiancata anche la rispettiva prova a cronometro individuale; è stata invece abolita la cronometro a squadre, sia a livello maschile che femminile.
Dal 1997 fino al 2005 sono state aggiunte al programma dei campionati anche le gare dei campionati del mondo Juniores. Dopo una pausa di cinque edizioni, in cui le prove Juniores si sono disputate nuovamente in sedi e periodi separate, dal 2011, in Danimarca a Copenaghen, il format dei campionati è tornato alla concomitanza delle prove delle categorie Elite, Under-23 e Juniores maschili e femminili.
Dal 2012 al 2018 il programma dei campionati è stato ampliato con la reintroduzione della cronometro a squadre, sia maschile che femminile, questa volta per sestetti e non più in rappresentanza di nazionali, ma di squadre di club affiliate all'UCI; dal 2019 le due prove della cronometro a squadre sono state nuovamente abolite e sostituite da una staffetta mista (tre ciclisti/tre cicliste) per sestetti nazionali.
Nel 2022 sono inserite nel programma le prove Under 23 femminili sia a cronometro che in linea.

## Regolamento

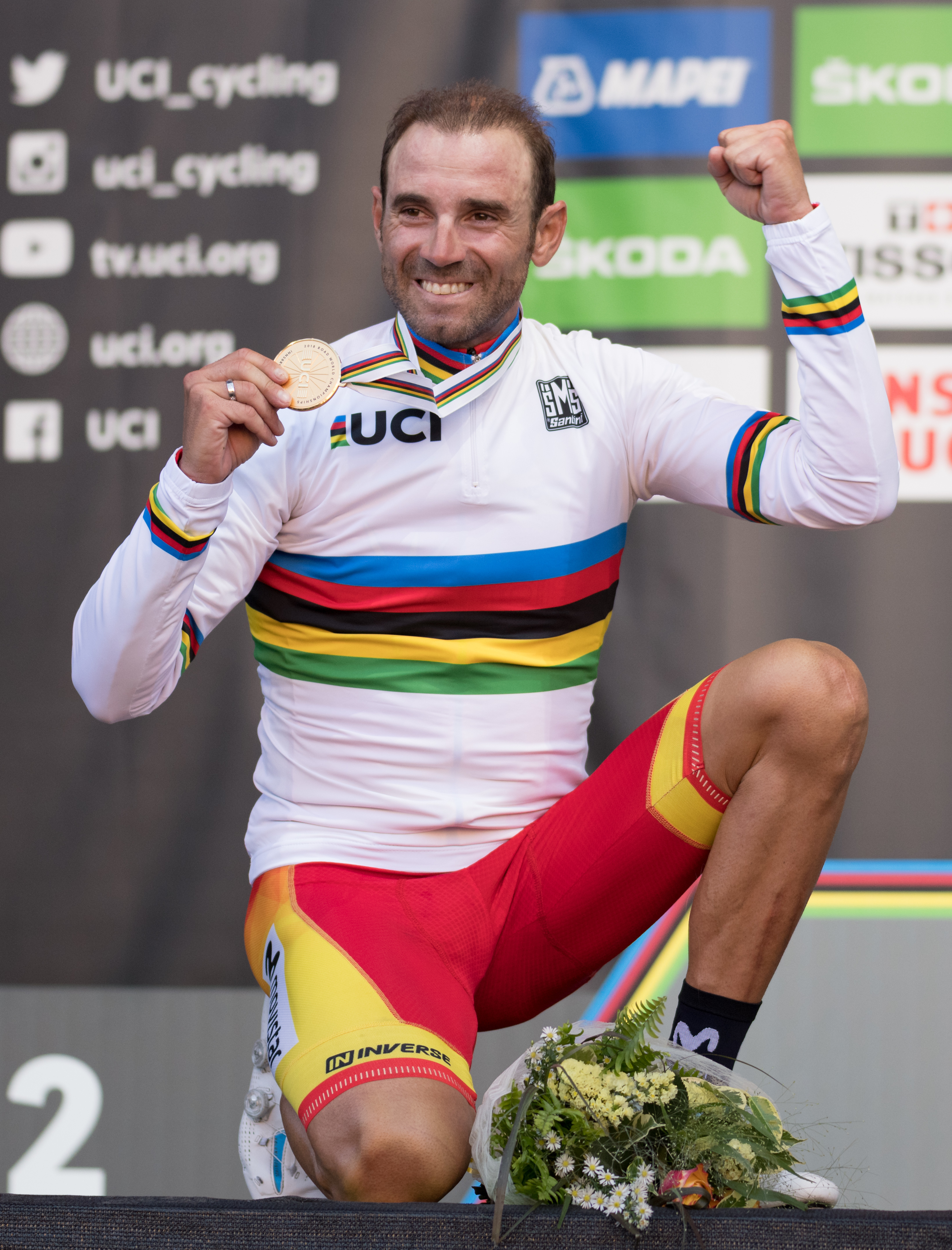
Alejandro Valverde festeggia il titolo mondiale Elite 2018 con medaglia d'oro e maglia iridata

Le prove del campionato mondiale si svolgono con cadenza annuale nell'arco di circa una settimana; dal 2005 si svolgono indicativamente nella seconda metà di settembre. Tutte le prove si svolgono nella stessa sede, che cambia di anno in anno.
Alle gare partecipano le squadre nazionali selezionate dalla federazione di ciascun paese; ciascuna federazione può schierare al via un numero di corridori precedentemente definito in base al proprio posizionamento nel ranking mondiale. A partire dal 2018 è definito un massimo di otto corridori per squadra per la prova maschile Elite, di sette per quella femminile Elite, di cinque per quella maschile Under-23 e per le prove in linea Juniores, e di due per ciascuna cronometro. Fa eccezione il campione in carica di ciascuna prova, che può essere schierato al via dalla propria squadra in aggiunta al numero massimo di ciclisti.
Le prove in linea si svolgono su un circuito generalmente di 10–20 km (raramente più lungo), e che è lo stesso per tutte le categorie; varia soltanto il numero di giri percorsi: per gli Élite uomini il numero è il minimo per il quale la distanza complessiva supera i 250 km (ad esempio, se la lunghezza del circuito fosse di 16 km, si correranno 16 giri per complessivi 256 km). La prova a cronometro individuale si svolge su un percorso di lunghezza, per gli Élite uomini, attorno ai 50 chilometri.
Il vincitore di ciascuna delle prove si fregia del titolo di campione del mondo della relativa disciplina e categoria e ha il diritto di gareggiare fino all'edizione successiva indossando, nelle gare della specialità in cui ha vinto, una maglia bianca cerchiata con i cinque colori olimpici: tale maglia è chiamata "maglia iridata". Gli ex campioni del mondo possono portare i colori della maglia iridata sul colletto e sul bordo delle maniche.

## Edizioni
| Anno    | Paese                                       | Luogo                                       |
| ------- | ------------------------------------------- | ------------------------------------------- |
| 1921    | Danimarca                                   | Copenaghen                                  |
| 1922    | Regno Unito                                 | Liverpool                                   |
| 1923    | Svizzera                                    | Zurigo                                      |
| 1924    | Francia                                     | Parigi                                      |
| 1925    | Paesi Bassi                                 | Apeldoorn                                   |
| 1926    | Italia                                      | Milano                                      |
| 1927    | Germania                                    | Nürburgring                                 |
| 1928    | Ungheria                                    | Budapest                                    |
| 1929    | Svizzera                                    | Zurigo                                      |
| 1930    | Belgio                                      | Liegi                                       |
| 1931    | Danimarca                                   | Copenaghen                                  |
| 1932    | Italia                                      | Roma                                        |
| 1933    | Francia                                     | Montlhéry                                   |
| 1934    | Germania                                    | Lipsia                                      |
| 1935    | Belgio                                      | Floreffe                                    |
| 1936    | Svizzera                                    | Berna                                       |
| 1937    | Danimarca                                   | Copenaghen                                  |
| 1938    | Paesi Bassi                                 | Valkenburg                                  |
| 1939-45 | non disputato causa seconda guerra mondiale | non disputato causa seconda guerra mondiale |
| 1946    | Svizzera                                    | Zurigo                                      |
| 1947    | Francia                                     | Reims                                       |
| 1948    | Paesi Bassi                                 | Valkenburg                                  |
| 1949    | Danimarca                                   | Copenaghen                                  |
| 1950    | Belgio                                      | Moorslede                                   |
| 1951    | Italia                                      | Varese                                      |
| 1952    | Lussemburgo                                 | Lussemburgo                                 |
| 1953    | Svizzera                                    | Lugano                                      |
| 1954    | Germania Ovest                              | Solingen                                    |
| 1955    | Italia                                      | Frascati                                    |
| 1956    | Danimarca                                   | Copenaghen                                  |
| 1957    | Belgio                                      | Waregem                                     |
| 1958    | Francia                                     | Reims                                       |
| 1959    | Paesi Bassi                                 | Zandvoort                                   |
| 1960    | Germania Est                                | Karl-Marx-Stadt                             |
| 1961    | Svizzera                                    | Berna                                       |

| Anno | Paese                 | Luogo                |
| ---- | --------------------- | -------------------- |
| 1962 | Italia                | Salò                 |
| 1963 | Belgio                | Ronse                |
| 1964 | Francia               | Sallanches           |
| 1965 | Spagna                | San Sebastián        |
| 1966 | Germania Ovest        | Nürburgring          |
| 1967 | Paesi Bassi           | Heerlen              |
| 1968 | Italia Uruguay        | Imola/Montevideo     |
| 1969 | Belgio Cecoslovacchia | Zolder/Brno          |
| 1970 | Regno Unito           | Leicester            |
| 1971 | Svizzera              | Mendrisio            |
| 1972 | Francia               | Gap                  |
| 1973 | Spagna                | Barcellona           |
| 1974 | Canada                | Montréal             |
| 1975 | Belgio                | Yvoir                |
| 1976 | Italia                | Ostuni               |
| 1977 | Venezuela             | San Cristóbal        |
| 1978 | Germania Ovest        | Nürburgring          |
| 1979 | Paesi Bassi           | Valkenburg           |
| 1980 | Francia               | Sallanches           |
| 1981 | Cecoslovacchia        | Praga                |
| 1982 | Regno Unito           | Goodwood             |
| 1983 | Svizzera              | Altenrhein           |
| 1984 | Spagna                | Barcellona           |
| 1985 | Italia                | Giavera del Montello |
| 1986 | Stati Uniti           | Colorado Springs     |
| 1987 | Austria               | Villaco              |
| 1988 | Belgio                | Ronse                |
| 1989 | Francia               | Chambéry             |
| 1990 | Giappone              | Utsunomiya           |
| 1991 | Germania              | Stoccarda            |
| 1992 | Spagna                | Benidorm             |
| 1993 | Norvegia              | Oslo                 |
| 1994 | Italia                | Agrigento            |
| 1995 | Colombia              | Duitama              |
| 1996 | Svizzera              | Lugano               |

| Anno | Paese               | Luogo         |
| ---- | ------------------- | ------------- |
| 1997 | Spagna              | San Sebastián |
| 1998 | Paesi Bassi         | Valkenburg    |
| 1999 | Italia              | Verona        |
| 2000 | Francia             | Plouay        |
| 2001 | Portogallo          | Lisbona       |
| 2002 | Belgio              | Zolder        |
| 2003 | Canada              | Hamilton      |
| 2004 | Italia              | Verona        |
| 2005 | Spagna              | Madrid        |
| 2006 | Austria             | Salisburgo    |
| 2007 | Germania            | Stoccarda     |
| 2008 | Italia              | Varese        |
| 2009 | Svizzera            | Mendrisio     |
| 2010 | Australia           | Melbourne     |
| 2011 | Danimarca           | Copenaghen    |
| 2012 | Paesi Bassi         | Valkenburg    |
| 2013 | Italia              | Firenze       |
| 2014 | Spagna              | Ponferrada    |
| 2015 | Stati Uniti         | Richmond      |
| 2016 | Qatar               | Doha          |
| 2017 | Norvegia            | Bergen        |
| 2018 | Austria             | Innsbruck     |
| 2019 | Regno Unito         | Harrogate     |
| 2020 | Italia              | Imola         |
| 2021 | Belgio              | Lovanio       |
| 2022 | Australia           | Wollongong    |
| 2023 | Regno Unito         | Glasgow       |
| 2024 | Svizzera            | Zurigo        |
| 2025 | Ruanda              | Kigali        |
| 2026 | Canada              | Montréal      |
| 2027 | Francia             | Alta Savoia   |
| 2028 | Emirati Arabi Uniti | Abu Dhabi     |
| 2029 | Danimarca           | Copenaghen    |
| 2030 | Belgio              | Bruxelles     |

## Albo d'oro
Gare in linea
- Corsa in linea, categoria Uomini Elite (1927-oggi)
- Corsa in linea, categoria Uomini Dilettanti (1921-1995)
- Corsa in linea, categoria Uomini Under-23 (1996-oggi)
- Corsa in linea, categoria Uomini Juniors (1997-2004, 2011-oggi)
- Corsa in linea, categoria Donne Elite (1958-oggi)
- Corsa in linea, categoria Donne Under-23 (2022-oggi)
- Corsa in linea, categoria Donne Juniors (1997-2004, 2011-oggi)

Gare individuali a cronometro
- Cronometro individuale, categoria Uomini Elite (1994-oggi)
- Cronometro individuale, categoria Uomini Under-23 (1996-oggi)
- Cronometro individuale, categoria Uomini Juniors (1997-2004, 2011-oggi)
- Cronometro individuale, categoria Donne Elite (1994-oggi)
- Cronometro individuale, categoria Donne Under-23 (2022-oggi)
- Cronometro individuale, categoria Donne Juniors (1997-2004, 2011-oggi)

Gare a squadre a cronometro/staffetta
- Cronometro a squadre, categoria Uomini (Dilettanti 1962-1994, Elite e Under-23 2012-2018)
- Cronometro a squadre, categoria Donne (1987-1994, 2012-2018)
- Staffetta a squadre, categoria Uomini/Donne Elite e Under-23 (2019-oggi)

## Record
Nella prova in linea, il record di vittorie tra i Professionisti/Élite è condiviso dall'italiano Alfredo Binda, dai belgi Rik Van Steenbergen ed Eddy Merckx, dallo spagnolo Óscar Freire e dallo slovacco Peter Sagan, che vantano tre vittorie ciascuno. Sagan ha conquistato le sue vittorie in tre edizioni consecutive, unico ciclista nella storia a riuscirci. Merckx ha inoltre vinto un titolo tra i dilettanti, portando il totale a quattro (record assoluto tra gli uomini). Tra i dilettanti Giuseppe Martano e il tedesco orientale Gustav-Adolf Schur hanno conquistato due vittorie; nessuno ancora li ha eguagliati tra gli Under-23. Oltre al già citato Merckx, il belga Jean Aerts, lo svizzero Hans Knecht e l'olandese Hennie Kuiper - quest'ultimo quale campione olimpico di Monaco 1972 - hanno vinto il titolo sia tra i professionisti sia tra i dilettanti. Tra le donne, infine, la francese Jeannie Longo ha vinto il titolo per ben cinque volte, superando la belga Yvonne Reynders che si era fermata a quattro.
Nella prova a cronometro, il primato è detenuto dallo svizzero Fabian Cancellara e dal tedesco Tony Martin con quattro vittorie ciascuno negli Élite uomini, seguiti dall'australiano Michael Rogers a tre, e da Jeannie Longo con quattro vittorie nelle donne, mentre tra gli Under-23 nessuno ha mai vinto il titolo più di una volta.
Tra gli uomini hanno vinto sia il mondiale in linea che quello a cronometro, almeno nelle categorie Élite/Under-23, lo spagnolo Abraham Olano (una vittoria in ciascuna prova negli Élite), il tedesco Jan Ullrich (due vittorie a cronometro negli Élite e una in linea nei dilettanti), il russo Evgenij Petrov (una vittoria in ciascuna prova negli Under-23),e Remco Evenepoel (una vittoria in linea e due a cronometro negli Élite). Tra le donne la "doppietta" è riuscita a Jeannie Longo (cinque vittorie in linea, quattro a cronometro) e alle olandesi Leontien van Moorsel (due vittorie in ciascuna prova), Annemiek van Vleuten (una vittoria in linea, due a cronometro) e Anna van der Breggen (due vittorie in linea, una a cronometro). Soltanto Longo (1995), Petrov (2000) e van der Breggen (2020) hanno vinto le due prove nello stesso anno.
Jeannie Longo è inoltre l'atleta in assoluto, tra uomini e donne, che ha vinto più titoli mondiali sia nella prova in linea (cinque) sia nella cronometro (quattro) e anche in totale (nove).

## Medagliere
Aggiornato all'edizione 2024.
| Pos.   | Paese            | Oro | Argento | Bronzo | Totale |
| ------ | ---------------- | --- | ------- | ------ | ------ |
| 1      | Italia           | 56  | 50      | 47     | 153    |
| 2      | Belgio           | 42  | 35      | 34     | 111    |
| 3      | Paesi Bassi      | 39  | 36      | 29     | 104    |
| 4      | Francia          | 37  | 33      | 30     | 100    |
| 5      | Svizzera         | 17  | 24      | 21     | 62     |
| 6      | Germania         | 15  | 19      | 22     | 56     |
| 7      | Gran Bretagna    | 15  | 15      | 15     | 45     |
| 8      | Stati Uniti      | 15  | 14      | 14     | 43     |
| 9      | Unione Sovietica | 12  | 16      | 16     | 44     |
| 10     | Australia        | 10  | 13      | 9      | 32     |
| 11     | Germania Est     | 10  | 2       | 4      | 16     |
| 12     | Spagna           | 9   | 14      | 16     | 39     |
| 13     | Svezia           | 9   | 5       | 7      | 21     |
| 14     | Danimarca        | 8   | 11      | 11     | 30     |
| 15     | Polonia          | 7   | 7       | 4      | 18     |
| 16     | Germania Ovest   | 4   | 4       | 5      | 13     |
| 17     | Russia           | 4   | 4       | 4      | 12     |
| 18     | Lituania         | 3   | 3       | 5      | 11     |
| 19     | Norvegia         | 3   | 2       | 5      | 10     |
| 20     | Slovacchia       | 3   | 2       | 2      | 7      |
| 21     | Colombia         | 2   | 1       | 2      | 5      |
| 22     | Bielorussia      | 2   | 0       | 1      | 3      |
| 23     | Lussemburgo      | 1   | 3       | 4      | 8      |
| 24     | Nuova Zelanda    | 1   | 2       | 2      | 5      |
| 25     | Ucraina          | 1   | 2       | 1      | 4      |
| 26     | Irlanda          | 1   | 1       | 3      | 5      |
| 27     | Ungheria         | 1   | 1       | 1      | 3      |
| 28     | Lettonia         | 1   | 1       | 0      | 2      |
| 28     | Portogallo       | 1   | 1       | 0      | 2      |
| 30     | Canada           | 0   | 3       | 3      | 6      |
| 31     | Cecoslovacchia   | 0   | 2       | 2      | 4      |
| 32     | Austria          | 0   | 1       | 3      | 4      |
| 33     | Slovenia         | 1   | 1       | 2      | 3      |
| 34     | Brasile          | 0   | 1       | 0      | 1      |
| 35     | Kazakistan       | 0   | 0       | 2      | 2      |
| 36     | Rep. Ceca        | 0   | 0       | 1      | 1      |
| 36     | Finlandia        | 0   | 0       | 1      | 1      |
| 36     | Uruguay          | 0   | 0       | 1      | 1      |
| Totale | Totale           | 328 | 328     | 328    | 984    |